# 安努舒卡·謝蒂
安努舒卡·謝蒂（英語：Anushka Shetty，1981年11月7日—）是印度女演員。她主要演出泰卢固语和泰米爾语電影並是南印度電影圈中片酬最高的女演員之一。她最為人所知的電影包括史诗历史片《帝國戰神：巴霍巴利王》及《巴霍巴利王：磅礴終章》。